# Guido de Anderlecht
Guido de Anderlecht (ca. 950, Brabante, Bélgica - 1012, Anderlecht, Bruxelas) era um comerciante que desistiu da sua vida profissional por ter vontade de ajudar os necessitados. Depois de ter peregrinado durante sete anos e demonstrado uma grande bondade foi visto como santo pelo povo. 
Com o passar dos séculos, a devoção a São Guido de Anderlecht cresceu, principalmente entre os sacristãos, lavradores, camponeses e cocheiros. Aliás, ele é tido como protetor das cocheiras, em especial dos cavalos.
A sua festa litúrgica, tradicionalmente celebrada no dia 12 de Setembro, na cidade de Anderlecht, concorre com uma procissão e acaba com uma bênção especial, concedida aos cavalos e seus cavaleiros.